# 吉川清之
吉川 清之（よしかわ きよし、1965年4月21日 - ）は、日本の作曲家、編曲家。東京都出身。血液型O型。自ら劇伴音楽を手がけた『新・警視庁捜査一課9係』第2シリーズの第5話と、『臨場』第一章第2話ではピアニスト役でそれぞれ出演。

## 主な劇伴作品

### 連続ドラマ

#### テレビ朝日
- 警視庁捜査一課9係シリーズ（2006年-2017年）
- 警視庁継続捜査班 （2010年）
- 臨場 （2009-2010年）
- 夜光の階段 （2009年）
- ホンボシ〜心理特捜事件簿〜 （2011年）
- 遺留捜査シリーズ（2011年-）
- 捜査地図の女 （2012年）
- TEAM -警視庁特別犯罪捜査本部- （2014年）
- 出入禁止の女〜事件記者クロガネ〜 （2015年）
- 刑事7人シリーズ（2015年-2018年）[3]
- 特捜9（2018年-）
- 騎士竜戦隊リュウソウジャー（2019年）

#### その他の放送局
- 借王＜シャッキング＞-銭の達人- （2009年、WOWOW）
- 東野圭吾ミステリーズ （2012年、フジテレビ）
- リアル鬼ごっこ THE ORIGIN （2012年、首都圏トライアングル加盟局※リンク先参照）
- 私の死体を探してください。（2024年、テレビ東京）

### 単発ドラマ
- 九門法律相談所
- 刑事・鬼貫八郎 大谷和夫と共同
- 事件記者・三上雄太
- 越境捜査 （2006年）
- 東京駅お忘れ物預り所（第2作～）
- 刑事一代 平塚八兵衛の昭和事件史
- 内田康夫サスペンス・福原警部
- やまない雨はない
- 書道教授
- 捜し屋★諸星光介が走る!
- 警視庁取調官 落としの金七事件簿
- 交渉人 遠野麻衣子・最後の事件
- SP〜警視庁警護課
- おかしな刑事
- 人類学者・岬久美子の殺人鑑定
- 新・棟居刑事シリーズ （東山紀之 版、2008年以降）
- 氷の華 （2008年）
- さすらい署長 風間昭平 （8作目以降） （2008年）
- パーフェクト・ブルー （2010年）
- 愛・命 〜新宿歌舞伎町駆け込み寺〜 （2011年）
- ボクら星屑のダンス （2011年）
- 制服捜査
- 山村美紗サスペンス 黒の滑走路シリーズ （2012年以降）
- 恋味母娘 （2012年）
- 特捜最前線2013〜7頭の警察犬
- リバース〜警視庁捜査一課チームZ〜 （2013年）
- スケート靴の約束〜名古屋女子フィギュア物語〜
- 小説 3億円事件 （2014年）
- 松本清張 黒い福音〜国際線スチュワーデス殺人事件〜 （2014年）
- 復讐法廷（2015年2月6日、主演：田村正和）
- フラガールと犬のチョコ（2015年）
- 所轄魂（2015年）
- 佐方貞人シリーズ（2015年〜2016年）
- 人間の証明
- 名奉行!遠山の金四郎
- 黒薔薇 刑事課強行犯係 神木恭子（2017年）
- ヘヤチョウ（2017年）
- 鬼畜（2017年）
- CHIEF〜警視庁IR分析室〜（2018年）
- 森村誠一の終着駅シリーズ（2019年～/第34作～） - 編曲としてクレジット、音楽担当は大野克夫。
- 逃亡者（2020年）
- 花のれん（2025年）

### 映画
- 蒼き狼 地果て海尽きるまで（2007年）
- 真夜中のマーチ（2007年）
- ねこのひげ（2008年）
- さそり（2008年）
- Blood ブラッド（2009年、配給:ゼアリズエンタープライズ、下山天監督/杉本彩主演）
- ROUND1 (映画)（NTV・アスミック・エース・電通）
- パーフェクト・ブルー（2010年）
- 明日やること ゴミ出し 愛想笑い 恋愛。 （2010年）
- 歌うヒットマン！（2011年）
- 臨場 劇場版（2012年、音楽プロデューサー兼任）
- PIECE～記憶の欠片～（2012年）
- ばななとグローブとジンベエザメ（2013年）
- じんじん（2013年）
- キカイダー REBOOT（2014年）
- 道しるべ（2015年、音楽プロデューサーのみ）
- 人生の約束（2016年）
- 傷だらけの悪魔（2017年）
- じんじん 其の二（2017年）
- 愛・革命（2018年）
- ボストンの銃爪（2018年）
- 劇場版 炎の天狐トチオンガーセブン 閻魔堂!地獄の大決戦!!（2018年）
- 騎士竜戦隊リュウソウジャー THE MOVIE タイムスリップ!恐竜パニック!!（2019年）
- 劇場版　騎士竜戦隊リュウソウジャーVSルパンレンジャーVSパトレンジャー（2020年）
- いつくしみふかき（2020年、音楽プロデュースのみ）
- 騎士竜戦隊リュウソウジャー　特別編　メモリー・オブ・ソウルメイツ（2021年）
- 魔進戦隊キラメイジャーVSリュウソウジャー（2021年）
- ALIVEHOON アライブフーン（2022年）
- 夜明けまでバス停で（2022年）
- 空のない世界から（2022年）
- グランギニョール（2022年）
- コインランドリーカタルシス（2023年）

#### 東映
- 七人のおたく（1992年）
- 夜桜銀次実録・夜桜銀次1・2（2001年、哀川翔）
- プレイガール（2003年、床嶋佳子 佐藤江梨子主演）
- 極道の妻たち5 情炎（2005年）
- 渋谷物語（2005年）

#### SAMEWAY公司
- 香港之夜
- 野狼
- 爆裂都市
- 完全なる飼育3 香港情夜 (アート・ポート SAMEWAY公司）
- The Stewardess （ユニバース/SAMEWAY公司）

### ゲーム
- 熱砂の惑星（1997年）